# Покољ у селу Чаваш 1941.
Покољ у селу Чаваш 1941. се десио 11. августа 1941. године у српском селу Чаваш, на ободу Поповог Поља, Херцеговина, када су усташе побиле 103 становника овога села, и једног најамног радника који је боравио у селу. Све 104 жртве овога усташког покоља су биле српске националности.

## Историја
Покољ се десио 11. августа 1941. године, када су усташе из Стоца и оближњег села Горње Храсно уз благослов локалног римокатоличког свештеника извршиле покољ над српским становницима села Чаваш. Усташе су село опколиле и блокирале дан раније. Током покоља, усташе су користиле тупе предмете и ватрено оружје.

## Жртве покоља
Све 104 жртве усташког покоља су биле српске националности, од чега 103 житеља села Чаваш међу којима је било дјеце, жена и мушкараца, и један најамни радник. Најмлађа жртва покоља је била новорођенче старо 10 дана, а најстарија жртва је имала 96. година. Током покоља је убијено 56 од 58 чланова породице Милошевић, 20 чланова породице Мијатовић од укупно 23, 14 чланова породице Михић, 11 чланова породице Милетић и два члана породице Мичета, и Пивци. Од 150 становника села Чаваш, покољ је преживјело 47 Срба који су побјегли прије злочина.

## Споменик жртвама
Споменик са именима жртава је подигнум у селу Чаваш на мјесту заједничке масовне гробнице, а Хрватска војска и ХВО-а су га минирали крајем марта 1993. године. Село Чаваш је тада потпуно опустошено и спаљено, а становништво је протјерано. До сада су се у село вратиле само двије породице. Остаци споменика су пренети у манастир Тврдош.